# 李兌榮
李兌榮（韓語：이태영，1914年8月10日—1998年12月17日），韓國律師、政治人物，基督敎女性主義者。 號百人堂（백인당），是韓國的初期基進女性主義者和著名基進女性主義領導者，反朴正熙·全斗煥運動家，韓國戶主制廢止運動的創始·領導人。 她是韓國政治人物鄭一亨妻子，政治人物鄭大哲的母親。

## 外部連結
- 李兌榮[永久] 
- 李兌榮[永久] 
- 鄭一亨，李兌榮記念社業會 （页面存档备份，存于） 
- 가장 영향력있는 여성 李兌榮 （页面存档备份，存于） 
- 한국가정법률상담소 李兌榮소장 （页面存档备份，存于） 